# Silvio Branco
Silvio Branco (Civitavecchia, 26 de agosto de 1966) es un boxeador italiano de la categoría de peso medio y peso pesado ligero. 

## Títulos
- Títulos en la categoría de peso medio: Campeón de Italia, WBC Campeón Internacional, Campeón Intercontinental IBF, WBU Campeón del Mundo
- Títulos en la categoría de peso super medio WBU Campeón del Mundo
- Títulos en la categoría de peso ligero: WBA IBF y campeón Intercontinental, Campeón del Mundo WBA